# Anna Glushenkova
Anna Ivanovna Glushenkova (1 de agosto de 1926, Matyshevo, óblast de Volgogrado de la RSFSR – 18 de abril de 2017, Taskent) fue una química uzbeka nacida en Rusia, una científica destacada en el campo de la química y la tecnología de compuestos naturales, científica de honor de la República de Uzbekistán, Académico de la Academia de Ciencias de la República de Uzbekistán.

## Vida
Anna Glushenkova nació el 1 de agosto de 1926 en el distrito Rudninsky de la óblast de Volgogrado de la Federación Rusa. En 1948 se graduó en el Instituto Industrial de Asia Central (ahora Universidad Técnica Estatal de Taskent) y luego defendió su doctorado y su tesis doctoral.

## Carrera
En 2000, Glushenkova fue elegida miembro de pleno derecho de la Academia de Ciencias de la República de Uzbekistán. Durante casi 70 años de su carrera científica y pedagógica, Glushenkova trabajó como jefa del departamento del Instituto Politécnico de Taskent (ahora Universidad Técnica Estatal de Taskent), investigadora principal, jefa de laboratorio, directora del Instituto de Química de Sustancias Vegetales de la Academia de Ciencias, miembro del Presidium de la Academia de Ciencias.
Fue subdirectora jefe de la revista “Química de los compuestos naturales” (en ruso: Химия природных соединений).
Glushenkova es autora de más de 400 artículos científicos, libros y monografías sobre cuestiones teóricas y prácticas de química y tecnología de compuestos naturales.
Bajo su supervisión se formaron decenas de candidatos y doctores en ciencias.
Glushenkova recibió el título honorífico de “Científica de Honor de la República de Uzbekistán” y la orden “Mekhnat Shukhrati”.
Anna Glushenkova murió el 18 de abril de 2017 en Taskent a la edad de 91 años.

## Premios y honores
- Científico de honor de la República de Uzbekistán[cita requerida]
- Orden Mekhnat Shukhrati[cita requerida]

## Obras
- Lípidos, componentes lipófilos y aceites esenciales de origen vegetal, ISBN 9780857293220.